# Міфіка: Залізна корона
Міфіка: Залізна корона (англ. Mythica: The Iron Crown) — американський фентезійний телефільм, четвертий з фантастичного циклу «Міфіка» телекомпанії Arrowstorm Entertainment. Режисером виступив Джон Лайд. Сценарій написали Джейсон Фаллер та Кайнан Гріффін. У головних ролях знялися Мелані Стоун, Кевін Сорбо, Адам Джонсон, Джейк Стормен та Нікола Позенер.

## Сюжет
Пригоди молодої обдарованої чарівниці Марек і її друзів тривають. Цього разу, щоб перешкодити жахливому некроманту Зорлоку зібрати всі осередки Темряви, герої вирішують напасти на паровий візок, що перевозить останній камінь. В ході запеклої битви, друзям вдається перемогти охорону і захопити візок, але як тільки дівчина торкається до каменю, могутній артефакт раптово пробуджується. Це відразу ж відчуває Зорлок, який обчислює розташування осередку і через мить з'являється на шляху героїв. Відважна команда, здогадуючись, що шансів на перемогу у них не багато, вирішує дати бій темному чарівникові, розуміючи, що якщо нещадний некромант, який зібрав вже три магічних артефакти темряви, роздобуде в своє розпорядження четвертий, то він стане практично всемогутнім, і перемогти його буде вже неможливо. Але раптово з'явився могутній чарівник Годжін Пай, який є вчителем дівчини, і він вносить суттєві корективи в баланс сил, відкривши портал і забравши з собою туди Зорлока. І тепер перед героями стоїть нелегке завдання доставити останній артефакт туди, де його зможуть захистити боги.

## Актори
| Актор                  | Роль          |
| ---------------------- | ------------- |
| Мелані Стоун           | Марек         |
| Адам Джонсон           | Тейн          |
| Джейк Стормен          | Даген         |
| Нікола Позенер         | Тіла          |
| Крістофер Робін Міллер | Молотоголов   |
| Ешлі Сантос            | Кая-Бекк      |
| Джеймс Гейсфорд        | Торстен       |
| Паріс Ворнер           | дівчина-зомбі |